# Wad
Wad è un vecchio termine utilizzato per indicare alcune rocce nere caratterizzate da una miscela di ossidi e idrossidi minerali, soprattutto di manganese. Le specifiche varietà di minerali includono generalmente pirolusite e psilomelano.
Il Wad è in apparenza amorfo, forma masse reniformi, arborescenti o compatte e incrostazioni. Il colore è solitamente nero spento, ma può essere anche 
grigio piombo, bluastro o bruno-nero, con stria marrone scuro o nerastra.
Il Wad è opaco, con lucentezza offuscata o terrosa.
Si forma in ambiente sedimentario con minerali del manganese. Produce acqua se riscaldato in un contenitore chiuso.

## Caratteristiche
- Classe: Ossidi
- Composizione chimica: ossidi e idrossidi
- Durezza: tenero
- Peso specifico: 2,8 - 4,4
- Sfaldatura: assente
- Frattura: irregolare